# Archichlora monodi
Archichlora monodi là một loài bướm đêm trong họ Geometridae.